# Monolepta parvezi
Monolepta parvezi là một loài bọ cánh cứng trong họ Chrysomelidae. Loài này được Aslam miêu tả khoa học năm 1968.